# Nizami Paşayev
Nizami Paşayev (* 2. Februar 1981) ist ein  aserbaidschanischer Gewichtheber.

## Karriere
Er gewann zwei Weltmeisterschaften 2002 in der Kategorie bis 94 kg mit einer Gesamtleistung von 392,5 kg und 2005 mit 401 kg und holte eine Silbermedaille bei der Weltmeisterschaft 2001 mit 405 kg. Daneben steht eine Goldmedaille 2001, die er bei den Europameisterschaften mit 387,5 kg geholt hatte.

## Mehrfache Dopingvergehen
Bereits 2006 wurde er des Dopings überführt und für zwei Jahre gesperrt. Paşayev ließ sich davon jedoch nicht abschrecken. Sofort nach der Sperre trat er auch bei den  Olympischen Sommerspielen 2008 in Peking gedopt an. Bei den umfangreichen Nachtests 2016 wurde festgestellt, dass er Dehydrochlormethyltestosteron, Oxandrolon und Stanozolol zu sich genommen hatte.